# Theodor Adorno
Theodor Ludwig Wiesengrund Adorno (pronunciación en alemán: /ˈteːodoːɐ̯ ʔaˈdɔɐ̯no/ (escucharⓘ)) (Fráncfort, Alemania, 11 de septiembre de 1903-Viège, Valais, Suiza, 6 de agosto de 1969) fue un filósofo alemán que escribió sobre sociología, comunicología, psicología y musicología. Se lo considera uno de los máximos representantes de la Escuela de Fráncfort y de la teoría crítica de inspiración marxista.

## Biografía

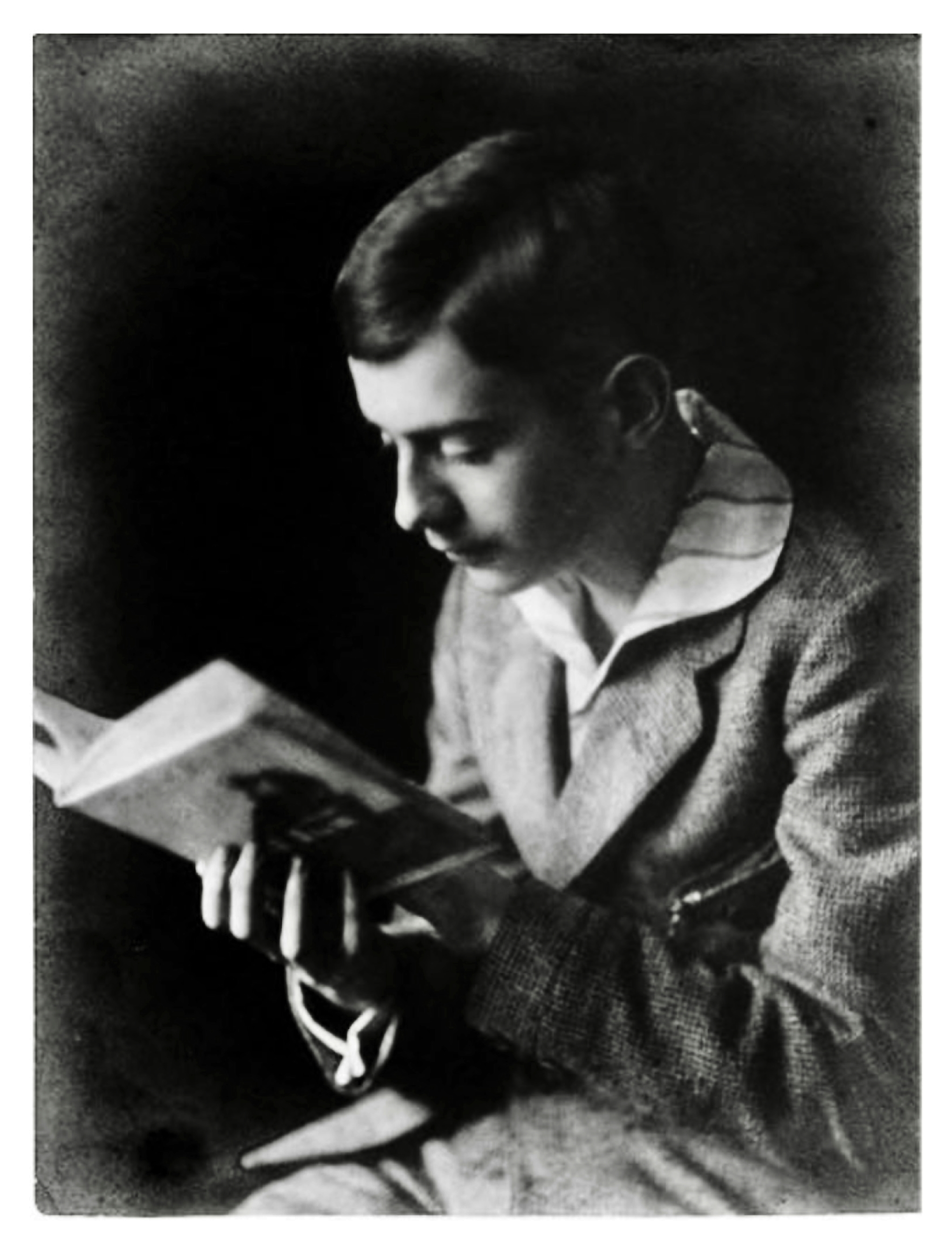
Theodor Adorno en 1919.

Adorno nació en una familia burguesa acomodada de Fráncfort del Meno (estado de Hesse). Su padre, Oscar Alexander Wiesengrund, era comerciante de vinos, y su madre, Maria Calvelli-Adorno, era soprano lírica. Su madre y su hermana Agatha, una pianista de talento, se hicieron cargo de la formación musical de Adorno durante su infancia.

### Estudios
Asistió al Kaiser Wilhelm Gymnasium, donde destacó como excelente estudiante. Durante su juventud conoció a Siegfried Kracauer, con quien mantuvo una estrecha amistad, a pesar de que este era catorce años mayor. Juntos leyeron la Crítica de la razón pura de Kant, experiencia que marcó a Adorno en su formación intelectual.
Hacia 1920 compuso sus primeras obras musicales. Se trata de música de cámara vanguardista, atonal. Después de graduarse con méritos en el Gymnasium, Adorno se inscribió en la Universidad Johann Wolfgang Goethe de Fráncfort del Meno, donde estudió filosofía, sociología, psicología y música. En 1924 obtuvo su título con una disertación sobre Edmund Husserl. Entretanto, escribió varios ensayos de crítica musical. Por un tiempo, el joven Adorno consideró la posibilidad de dedicarse a la música como compositor y crítico. En 1925 se fue a Viena, donde estudió composición con Alban Berg y frecuentó a otros dos compositores clave de la Segunda Escuela de Viena: Anton Webern y Arnold Schönberg. Las teorías de este último sobre la tonalidad libre fueron fundamentales en la formulación de la idea de la Nueva Música, que Adorno desarrolló en muchos de sus ensayos. En los ensayos sobre música, Adorno ligaba la forma musical con complejos conceptos filosóficos. Las implicaciones conceptuales de la nueva música no eran compartidas por los protagonistas de la Escuela de Viena, razón por la cual Adorno decidió regresar a Fráncfort y abandonar su carrera musical.
En Viena, Adorno también conoció a otros intelectuales cuyos intereses no estaban necesariamente ligados a los círculos musicales. Asistió a las charlas de Karl Kraus, el famoso satirista vienés, y conoció a Georg Lukács, cuya Teoría de la novela había impactado a Adorno en la universidad. De vuelta en Fráncfort, trabajó en su tesis doctoral bajo la dirección de Hans Cornelius. Finalmente, en 1931 obtuvo su venia legendi (el diploma que lo acreditaba como profesor) con su trabajo Kierkegaard: Konstruktion des Ästhetischen.

### Exilio
En 1932 se incorporó al Institut für Sozialforschung (Instituto para la Investigación Social), adscrito a la Universidad de Fráncfort, de inspiración marxista, aunque pronto el régimen nacionalsocialista le retiró su venia legendi y tuvo que abandonar el país, huyendo del nazismo. Tras unos años en Oxford, en 1938 se decide a cruzar el Atlántico para instalarse en Nueva York, donde tenía su sede el Instituto de Investigación Social en el exilio. En 1941 se traslada a California para continuar trabajando en colaboración con otro miembro del Instituto, Max Horkheimer. Dialéctica de la ilustración. Fragmentos filosóficos (1944-1947) será uno de los múltiples resultados de esta colaboración.

### Regreso y restablecimiento de la Escuela de Fráncfort
A finales de 1949, finalizada la Segunda Guerra Mundial, vuelve a Fráncfort con su colega Max Horkheimer. En ese año asumió el cargo de director del Instituto para la Investigación Social, que reconstruyó con Horkheimer. Revivieron la Escuela de Fráncfort de la Teoría crítica. Su filosofía continuó en la línea de un análisis del racionalismo como instrumento a la vez de libertad y de dominio, y de una crítica de la sociedad capitalista como restricción de las formas de pensamiento y acción. En este período trabajará en la obra que verá la luz en 1966: Dialéctica negativa.

### Últimos años
La última década de su vida, la de 1960, la dedica a la dirección del Instituto, a sus clases en la Universidad de Fráncfort, a la publicación de sus obras y a una intensa relación con los artistas más vanguardistas del momento: en literatura, Samuel Beckett; en música, John Cage, en cine, Michelangelo Antonioni (Adorno está presente, aunque no físicamente, en La notte). Al morir, Adorno trabajaba en su Teoría estética. Había realizado ya dos versiones e iba a efectuar la última revisión del texto. Esta obra póstuma se publicaría en 1970.
En estos años Adorno fue a la vez inspirador y crítico de los movimientos juveniles de protesta, que muchas veces encontraron inspiración en su particular visión del marxismo y del rechazo a la razón como fin último. Cuando tras los sucesos del Mayo de 1968 en Francia Adorno criticó el «accionismo» (el privilegio de la acción de protesta sobre la argumentación crítica), fue objeto de distintas protestas estudiantiles, incluyendo la toma de su aula. Durante el verano de 1969 Adorno decidió tomarse unas vacaciones haciendo alpinismo en Suiza, donde padeció ataques de arritmia y palpitaciones. Ignorando el consejo de sus médicos, partió a una excursión de la que no se recuperó, y falleció a los pocos días, el 6 de agosto, debido a un infarto agudo de miocardio.

## Pensamiento

### Dialéctica de la Ilustración

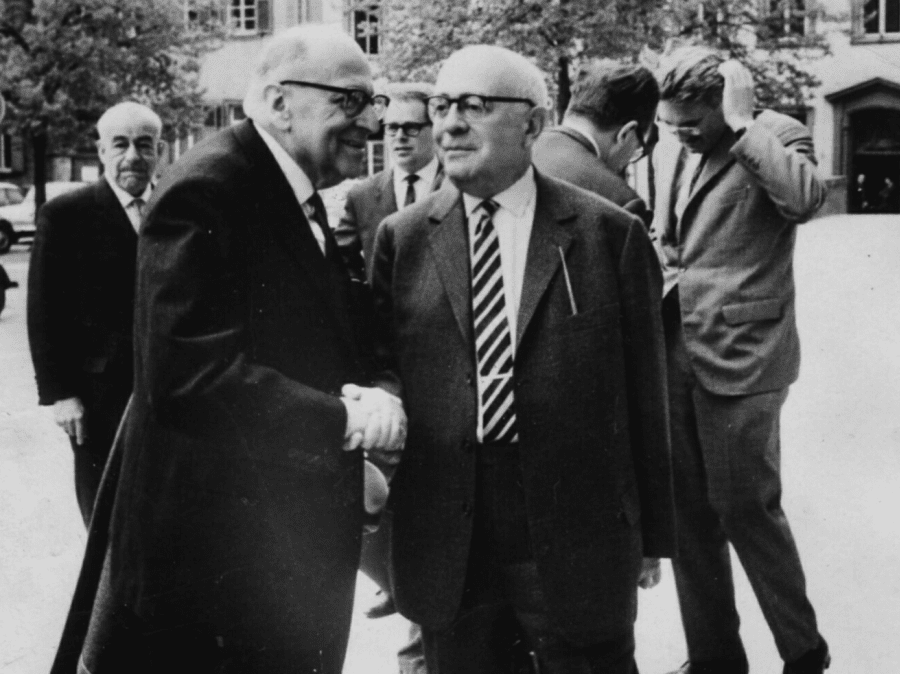
Max Horkheimer (a la izquierda al frente), Theodor Adorno (a la derecha) y Jürgen Habermas (al fondo a la derecha, rascándose la cabeza) en 1964 en Heidelberg.

Fue escrita juntamente con Max Horkheimer durante el exilio en Los Ángeles (EE. UU.), en 1944, y se publicó en 1947 en una pequeña editorial de Ámsterdam, Querido Verlag. Hasta 1968 no apareció una reedición alemana que hiciera asequible una obra que había ganado fama y era objeto de discusión y debates. El objetivo teórico de la obra queda reflejado en su prólogo: «Lo que nos habíamos propuesto era nada menos que comprender por qué la humanidad, en lugar de entrar en un estado verdaderamente humano, se hunde en un nuevo género de barbarie» (pág. 51). Para responder a la cuestión, en el primer capítulo de la obra (titulado Concepto de ilustración) realizan un análisis del concepto de razón tal como se ha fraguado y convertido en hegemónico en la civilización occidental, llegando a la conclusión de que en él participan por igual las ideas de «liberación» y de «dominación».

### Dialéctica negativa
Dialéctica negativa (Negative Dialektik) fue publicada en 1966 por la editorial Suhrkamp de Fráncfort. En la primera frase de la obra queda clara su relación filosófica con la historia de la filosofía: «La formulación Dialéctica Negativa es un atentado contra la tradición» (Prólogo). Pretende proseguir el tipo de filosofía inaugurado por Hegel en una situación diferente: el movimiento dialéctico del pensamiento no termina en una síntesis superior de los opuestos, sino que deja las contradicciones con toda su crudeza en la realidad.

### Indisolubilidad del “Algo”
La filosofía de Adorno toma el camino del análisis de la razón. Para el filósofo alemán esta es una cuestión importante que tiene que plantearse la filosofía en su reflexión. Si bien la ontología occidental es tendente a concebir la totalidad, a pensarla, Adorno expone que todo pensar, incluido el ser, tiene que estar basado en alguna cosa, en “algo”. Esto es importante ya que no podemos eliminar el pensamiento abstracto que se crea a partir de algo y que es totalmente diferente a la realidad, esto es, producimos abstracción. De un objeto en el pensamiento podemos suponer todo un corpus abstracto que parte desde el mismo objeto y lo hace infinito en el pensamiento. En esta línea critica al Idealismo desde Fichte, por “creer que el proceso de la abstracción libera de aquello de lo que abstrae, y es que, aunque lo elimine del pensamiento, lo destierra de su país natal, no lo aniquila en sí mismo”. El pensamiento no puede de ninguna de las maneras separarse de lo pensado, y esto, en muchos casos, entra en contradicción con el mundo, siendo la dialéctica la forma de comprender esa contradicción. El punto de partida de la dialéctica reside precisamente en aquella crítica que hacemos de la propia razón cuando nos sobrevienen las contradicciones.

## Obras
Entre sus contribuciones más destacadas a la filosofía, puede señalarse la ya mencionada Dialéctica de la Ilustración, en colaboración con Horkheimer, obra cuyo núcleo fundamental es la crítica al proyecto ilustrado concebido como dominio de la naturaleza. De acuerdo con dicha tesis, los excesos de la razón dominadora han acabado dando una prioridad absoluta a la razón instrumental, es decir, a una razón que se aplica a los medios (la tecnología, el entramado industrial, la sociedad administrada -verwaltete Welt-, etc), pero que ha perdido completamente de vista los fines esenciales que ha de perseguir el ser humano y a los cuales debería estar subordinada la tan ensalzada razón. En esta obra introducen el concepto de "industria cultural" con el que definen la progresiva valorización y mercantilización de la cultura. Cuando la razón instrumental se aplica a la producción en serie de la cultura, ésta se banaliza y torna un instrumento que perpetúa la ideología del modelo de producción dominante.
Otra de las obras fundamentales de Adorno es Dialéctica negativa, que puede considerarse el buque insignia de todo su proyecto filosófico. Lo que él propone como dialéctica negativa es una forma de dialéctica que trata de salirse del esquema hegeliano clásico, el esquema de diálogo entre opuestos que acaba en una síntesis reconciliadora, para hacer hincapié en aquellos aspectos negativos, en los flecos sueltos de la historia, en lo que no tiene nombre, en el desfavorecido... Con ello ya no estamos ante una dialéctica tradicional y hasta cierto punto neutra, sino que se apunta claramente hacia un lado determinado de la balanza; sobre todo, pretende desmarcarse de los planteamientos cerrados de la tesis y su antítesis, con lo cual, muy en la vía ya marcada por su colega Walter Benjamin se apela a un cierto nivel de trascendencia, que se sitúa en el margen de la cadena lógica de la dialéctica tradicionalmente considerada.
Su última gran obra es Teoría Estética, que dejó inacabada y fue publicada un año después de su muerte. En ella, Adorno ofrece una constelación de problemas, ideas y conceptos que reflexionan sobre la estética, pero sin cerrarla nunca en un sistema, es decir, mostrando una vez más su concepción de una filosofía finita, abierta, que se niega a cerrarse en un sistema dogmático. Así, reencontramos la misma idea de negatividad propia de sus obras anteriores, pero esta vez aplicada al arte. La obra aborda cuestiones como el arte contemporáneo, los vínculos entre arte y filosofía, las relaciones entre ética y estética, y el papel del arte comprometido. También dedica un capítulo a la estética de la naturaleza, un tema que había sido fundamental para la estética del siglo XVIII, pero que posteriormente, a raíz de la tesis hegeliana de que la estética debía reducirse a filosofía del arte, había quedado sumido en un cierto olvido. Hoy se considera a Adorno uno de los autores que reintrodujeron de nuevo la estética de la naturaleza en la filosofía. Su visión de la estética de la naturaleza está, además, marcada por una pionera sensibilidad ecologista.

## Obras en español
- Sobre la metacrítica de la teoría del conocimiento. Estudios sobre Husserl y las antinomias fenomenológicas (Traducción de León Mames) (Monte Ávila Editores, 1970; Ediciones Planeta-Agostini,1986).
- Educación para la emancipación (Editorial Morata, 2002).
- Consignas (Amorrortu, 2003).
- Notas sobre literatura (Ediciones Akal, 2003).
- Filosofía de la nueva música (Ediciones Akal, 2003).
- Beethoven. Filosofía de la música (Ediciones Akal, 2003).
- Minima Moralia. Reflexiones desde la vida dañada (Primera edición en español: Monte Ávila Editores, Caracas, 1975, 271 p. Traducción de Norberto Silvetti Paz) (Ediciones Akal, 2004).
- Escritos sociológicos I (Ediciones Akal, 2005).
- Teoría estética (Ediciones Akal, 2005).
- Dialéctica negativa. La jerga de la autenticidad (Ediciones Akal, 2005).
- Kierkegaard. La construcción de lo estético (Ediciones Akal, 2006).
- Dialéctica de la Ilustración (Ediciones Akal, 2007).
- Composición para el cine. El fiel correpetidor (Ediciones Akal, 2007).
- Escritos musicales I-III (Ediciones Akal, 2006).
- Escritos musicales IV (Ediciones Akal, 2008).
- Sueños (Ediciones Akal, 2008).
- Monografías musicales (Ediciones Akal, 2008).
- Crítica de la cultura y sociedad I (Ediciones Akal, 2008).
- Crítica de la cultura y sociedad II (Ediciones Akal, 2009).
- Disonancias. Introducción a la sociología de la música (Ediciones Akal, 2009).
- Escritos sociológicos II. Volumen 1 (Ediciones Akal, 2009).
- Miscelánea I (Ediciones Akal, 2010).
- Escritos filosóficos tempranos (Ediciones Akal, 2010).

## Obras musicales
- Seis estudios para cuarteto de cuerdas (1920)
- Cuarteto de cuerdas (1921)
- Dos piezas para cuarteto de cuerdas (1924/25)

Interpretadas en el álbum Theodor W. Adorno/ Hanns Eisler. Works for String Quartet (CPO, 1996), a cargo del Leipiziger Streichquartett.
- ‘Für Sebastian Wedler’ (1919)

### Discografía seleccionada
- Adorno: Kompositionen / Compositions (Two Pieces for String Quartet, etc.) by Theodor Adorno, Gary Bertini, Hans Michael Beuerle and Buchberger-Quartett Frankfurt (1993)
- Works for String Quartet by Theodor Adorno, Hanns Eisler and Leipziger Stringquartet (1996)
- Theodor W. Adorno/Artur Schnabel Chamber Music trio recherche by Melise Mellinger, Barbara Maurer, Lucas Fels, Theodor W. Adorno and Artur Schnabel (2008)
- Adorno: Kompositionen by Theodor W. Adorno, Buchberger Quartet, Frankfurt Opera Orchestra, Gary Bertini and Frankfurter Kammerchor